# Źródło św. Antoniego

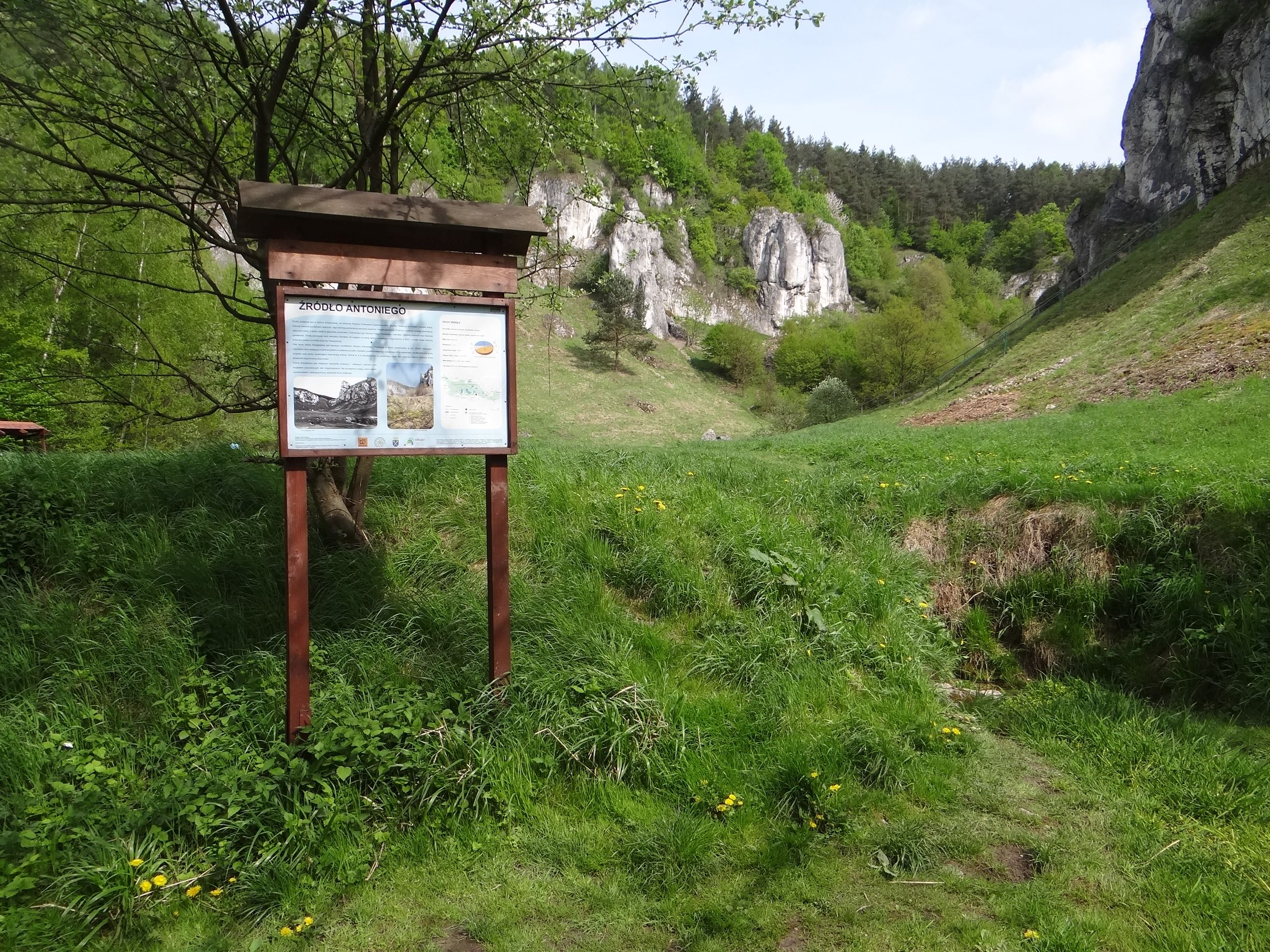

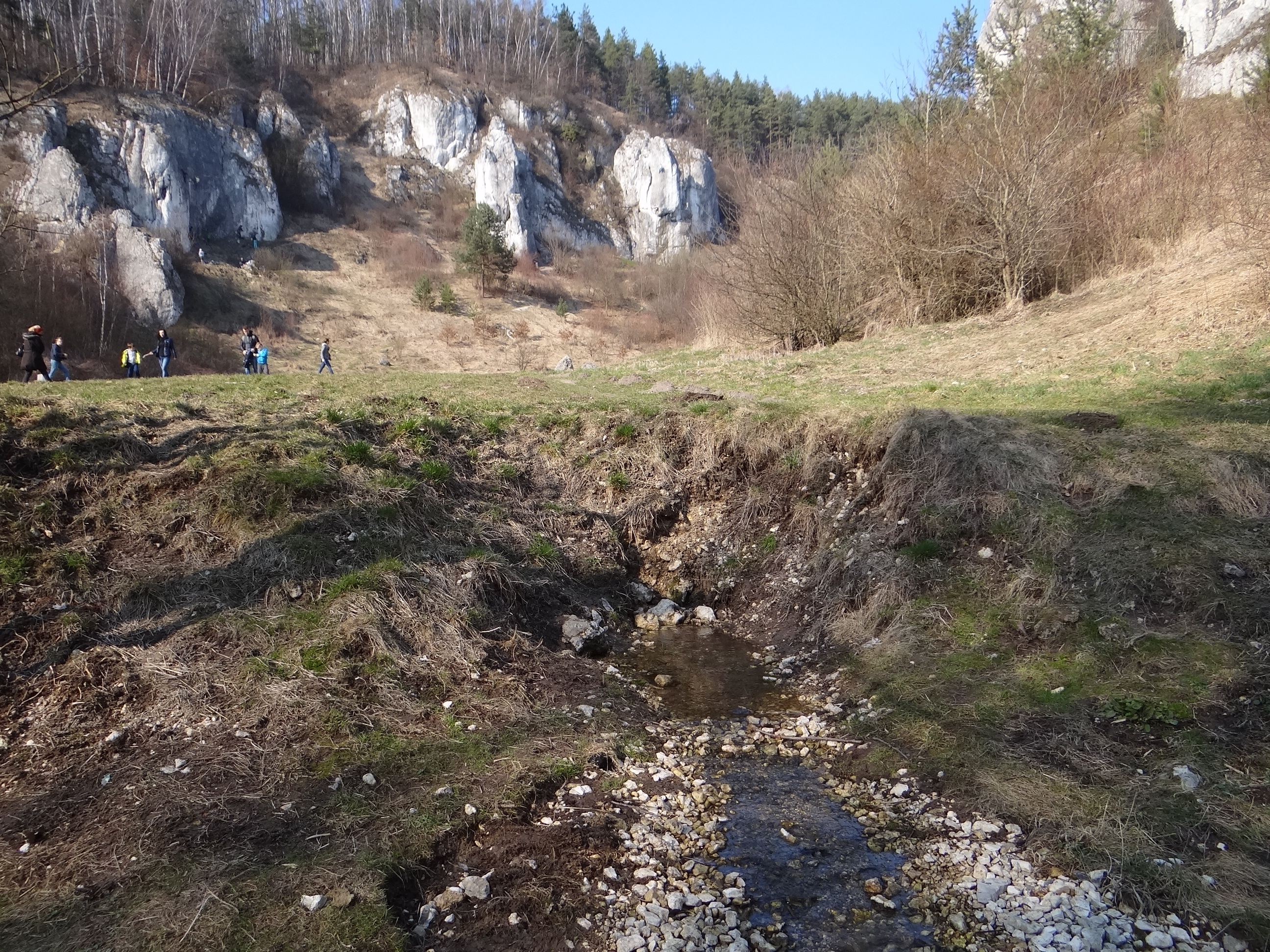

Źródło św. Antoniego (Źródło Antoniego) – źródło w dolnej części Doliny Kobylańskiej na Wyżynie Krakowsko-Częstochowskiej. Wypływająca z niego woda zasila potok Kobylanka.
Woda ze źródła wypływa wieloma szczelinami, a jej warstwę wodonośną stanowią wapienie i margle pochodzące z okresu górnej jury. W źródle występują kiełże oraz rzadkie w Polsce gatunki okrzemek: Achnanthes coarctata, Caloneis fontinalis i Navicula upsaliensis. Z wody źródła korzystają licznie odwiedzający dolinę turyści oraz wspinacze skałkowi, skały Doliny Kobylańskiej są bowiem bardzo popularnym miejscem wspinaczkowym. Przepływ wód w tej zbudowanej z wapieni dolinie odbywa się głównie systemem podziemnych kanałów, szczelin i pustek krasowych. Oprócz Źródła św. Antoniego istnieją tu jeszcze inne źródełka i wywierzyska.
Źródło ma wydajność 1–2 l/s, a temperatura wody jest mniej więcej stała i wynosi 10,6° C. Jest to woda lekko zmineralizowana, wodorowęglanowo-wapniowa o pH 7,26. Mineralizacja: 437,7 mg/l. Źródło jest pomnikiem przyrody. Opis źródła znajduje się na tablicy zamontowanej obok źródła.